# Борго-Маджоре

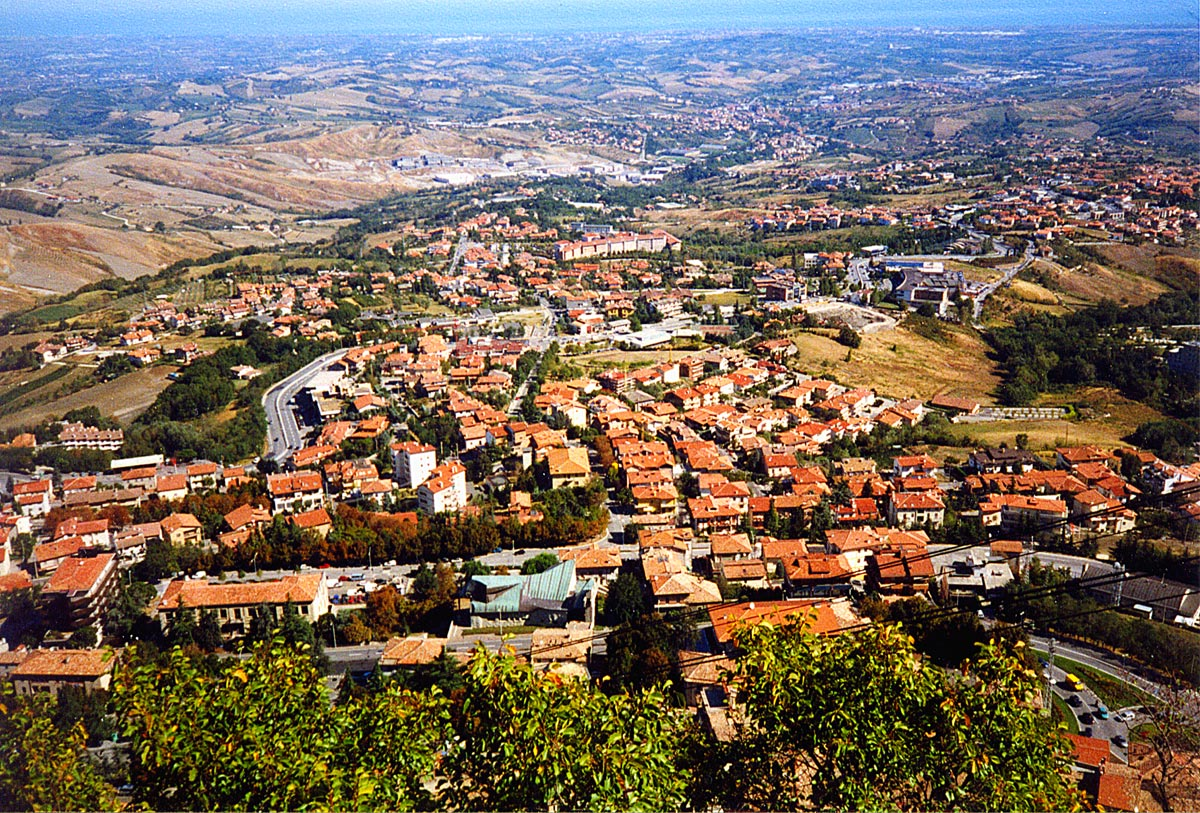
Вид сверху

Борго-Маджоре (итал. Borgo Maggiore) — один из девяти городов-коммун Сан-Марино. Расположен у подножия Монте-Титано и является вторым по населению городом Сан-Марино после Доганы (Серравалле). Граничит с коммунами Серравалле, Доманьяно, Фаэтано, Фьорентино, Сан-Марино и Аккуавива, а также с итальянским муниципалитетом Веруччо.
Население коммуны на 2010 составляло 6282 человека.
На местных выборах 2020 года все 100% голосов и 8 мест получил блок Тутти Инсемье Гран фамилия.

## История
Первоначально коммуна именовалась Меркатале (итал. Mercatale, рыночная площадь) и до настоящего времени является главным торговым центром республики.

## Административное деление
Делится на 6 приходов:
- Ка-Мелоне (Cà Melone)
- Ка-Риго (Cà Rigo)
- Каилунго (Cailungo)
- Сан-Джованни-сотто-ле-Пенне (San Giovanni sotto le Penne)
- Вальдрагоне (Valdragone)
- Вентозо (Ventoso)